# Municipio de Rødovre
El municipio de Rødovre ( Danés Rødovre Kommune ) es un municipio ( en danés, kommune ) de la región Capital de la isla de Selandia, en el este de Dinamarca. Su alcaldesa es Britt Jensen. Es miembro del partido político Socialdemócrata ( Socialdemokraterne ), que tiene la mayoría de escaños en el consejo.

## Historia
El municipio se creó en 1901, cuando la parroquia de Rødovre se separó de la de Brønshøj-Rødovre. La parte de Brønshøj fue anexionada simultáneamente por la ciudad de Copenhague.
Las reformas municipales de 1970 y de 2007 dejaron inalterados los límites de Rødovre.
Erik Nielsen fue sustituido por Britt Jensen como alcalde por votación en el consejo municipal del 19 de marzo de 2020 porque el primero hacía uso de un coche oficial, aunque solo tenía un kilómetro de distancia para ir a trabajar. Era la única candidata.

## Geografía
El municipio tiene una superficie de 12 km2, todos ellos parte de la conurbación más grande de Copenhague.
Los municipios vecinos son Copenhague al este, Herlev al norte, Glostrup al oeste y Brøndby y Hvidovre al sur.

## Demografía
A 1 de enero de 2020, el municipio contaba con 40.652 habitantes, de los cuales 101 no tenían domicilio fijo. El número de habitantes era de 36.144 el 1 de enero de 2008. Demográficamente, Rødovre es un suburbio mixto multicultural sin ningún grupo étnico mayoritario. Personas de muchos países diferentes y habitantes de clase media/baja viven unos junto a otros.

## Deporte
Rødovre es la ciudad natal del equipo de hockey sobre hielo Rødovre Mighty Bulls .

## Política

### Consejo municipal
El consejo municipal de Rødovre está formado por 19 miembros, elegidos cada cuatro años.
A continuación se presentan los concejos municipales elegidos desde la Reforma Municipal de 2007 .
| Elección                                    | Partidos | Partidos | Partidos | Partidos | Partidos | Partidos | Partidos | Total de escaños | Participación | Alcalde electo   |
| ------------------------------------------- | -------- | -------- | -------- | -------- | -------- | -------- | -------- | ---------------- | ------------- | ---------------- |
| Elección                                    | A        | B        | C        | F        | O        | V        | Ø        | Total de escaños | Participación | Alcalde electo   |
| 2005                                        | 11       | 1        | 1        | 1        | 2        | 2        | 1        | 19               | 64,0%         | Erik Nielsen (A) |
| 2009                                        | 11       |          | 1        | 3        | 3        | 1        |          | 19               | 60,4%         | Erik Nielsen (A) |
| 2013                                        | 9        | 2        | 1        | 3        | 2        | 2        | 67,4%    | 19               |               | Erik Nielsen (A) |
| 2017                                        | 11       | 3        | 1        | 1        | 1        | 2        | 65,0%    | 19               |               | Erik Nielsen (A) |
| Datos de Kmdvalg.dk 2005, 2009, 2013 y 2017 |          |          |          |          |          |          |          |                  |               |                  |

## Curiosidades
- El programa de televisión danés Rita se filma en Islev, Rødovre.
- Peter Lundin, un asesino en serie danés, mató y desmembró a su pareja y a sus dos hijos mientras vivían en Rødovre.
- Michael Stützer, guitarrista de la banda de Thrash Metal Artillery es del municipio

## Ciudades gemelas
| - Järvenpää, Finlandia | - Lørenskog, Nor | - Täby, Suecia |